# Sebas Galles
Mario Sebastián Galles Fernández (n. San Luis (Argentina), el 20 de abril de 1987) más conocido como Sebas Galles, es un exfutbolista y entrenador de fútbol argentino que actualmente dirige al FC Ordino de la Primera División de Andorra.

## Trayectoria

### Como jugador
Nacido en San Luis, Galles es un defensa formado en las categorías inferiores del Club Atlético Newell’s Old Boys, hasta que en 2010 llegó a Barcelona con una beca de la Escuela de fútbol Marcet. En 2011, firmó por el FC Baulmes de la segunda división de Suiza, en el que llegó a jugar durante temporada y media.
En 2012, regresa a Barcelona para jugar en el CE Tecnofútbol de la Primera Catalana, durante varias temporadas. Más tarde, jugaría en el CF Ripoll y la UE La Junquera, antes de retirase en 2018.

### Como entrenador
Tras colgar las botas como jugador, en 2018 firma por el Club Universidad de Chile para formar parte de su cuerpo técnico. 
El 9 de octubre de 2019, firma como segundo entrenador de Ángel Guillermo Hoyos en el Club Atlético Aldosivi de la Primera División de Argentina.
El 13 de enero de 2022, firma como segundo entrenador de Ángel Guillermo Hoyos en el Club Atlético Talleres de la Primera División de Argentina, en el que trabaja hasta marzo de 2022.
El 30 de marzo de 2022, firma como segundo entrenador de Paco Montesinos en la UE Sant Julia de la Primera División de Andorra.
En la temporada 2022-23, firma como entrenador del FC Ordino de la Primera División de Andorra.

## Clubes

### Como jugador
| Club           | País              | Año       |
| -------------- | ----------------- | --------- |
| FC Baulmes     | Bandera de Suiza  | 2011-2012 |
| CE Tecnofútbol | Bandera de España | 2012-2015 |
| CF Ripoll      | Bandera de España | 2016-2017 |
| UE La Jonquera | Bandera de España | 2017-2018 |

### Como entrenador
| Club                                   | País                 | Año       |
| -------------------------------------- | -------------------- | --------- |
| Club Atlético Aldosivi (2º entrenador) | Bandera de Argentina | 2021-2022 |
| Club Atlético Talleres (2º entrenador) | Bandera de Argentina | 2022      |
| UE Sant Julia (2º entrenador)          | Bandera de Andorra   | 2022      |
| FC Ordino                              | Bandera de Andorra   | 2022-     |